# Morlac
Morlac ist eine französische Gemeinde mit 274 Einwohnern (Stand: 1. Januar 2022) im Département Cher in der Region Centre-Val de Loire; sie gehört zum Arrondissement Saint-Amand-Montrond und zum Kanton Châteaumeillant.

## Geographie
Morlac liegt etwa 41 Kilometer südlich von Bourges. Umgeben wird Morlac von den Nachbargemeinden Ineuil im Nordwesten und Norden, Chambon im Norden, Vallenay im Osten und Nordosten, Marçais im Osten und Südosten, Saint-Pierre-les-Bois im Süden sowie Ids-Saint-Roch im Westen.

## Bevölkerungsentwicklung
| Jahr                       | 1962 | 1968 | 1975 | 1982 | 1990 | 1999 | 2008 | 2019 |
| -------------------------- | ---- | ---- | ---- | ---- | ---- | ---- | ---- | ---- |
| Einwohner                  | 545  | 477  | 387  | 314  | 311  | 334  | 340  | 332  |
| Quellen: Cassini und INSEE |      |      |      |      |      |      |      |      |

## Sehenswürdigkeiten
- Kirche Saint-Martin aus dem 12. Jahrhundert
- Reste eines mittelalterlichen Klosters

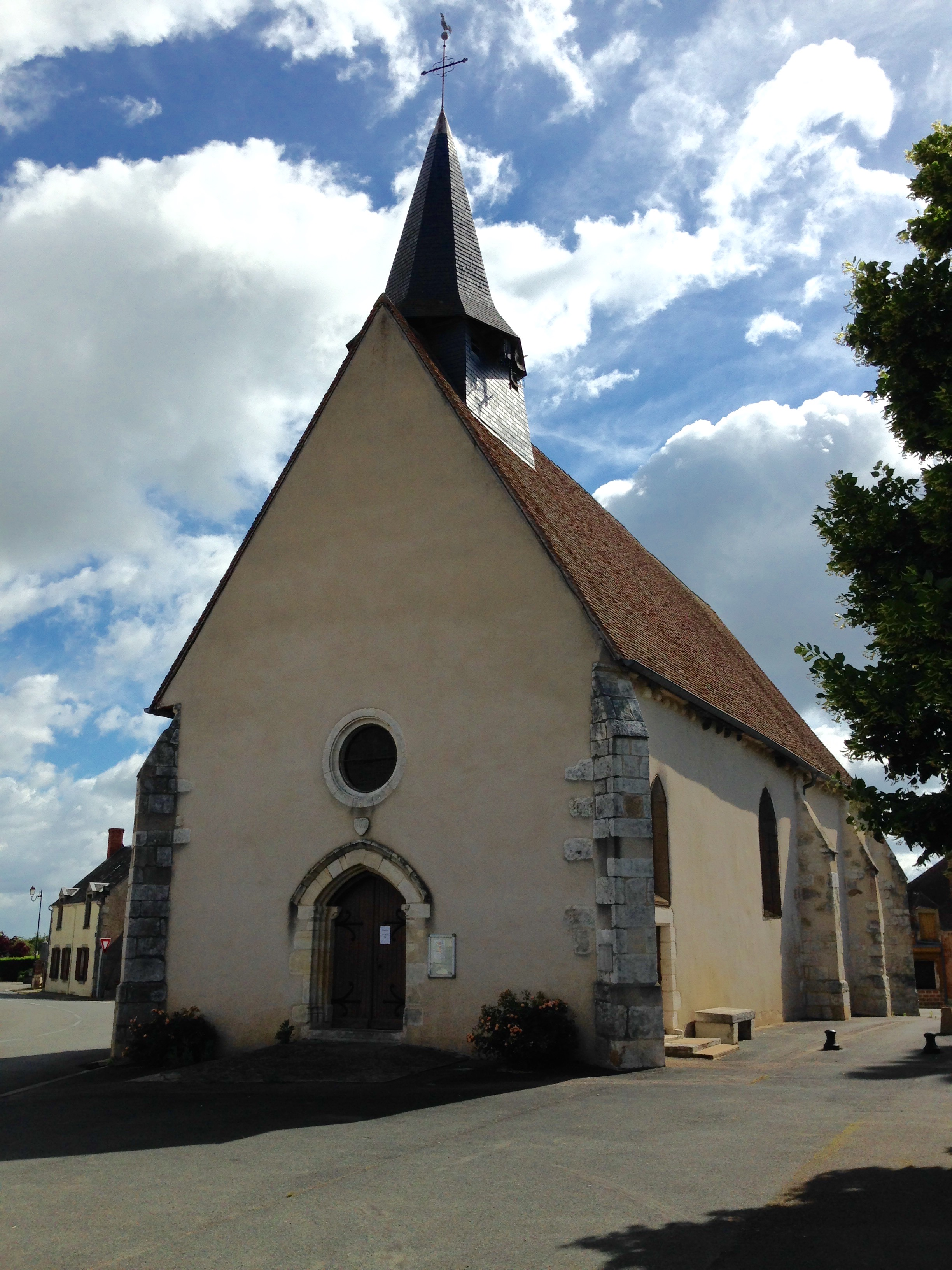
Kirche Saint-Martin

- Schloss Le Grand Lomoy
- Wassermühle